# Sergio Lobera
Sergio Lobera Rodríguez (Saragozza, 16 gennaio 1977) è un allenatore di calcio e dirigente sportivo spagnolo allenatore dell'Odisha.

## Palmarès

### Allenatore
- Super Cup: 1

Goa: 2019
- ISL Shield: 1

Mumbai City: 2020-2021
- Indian Super League: 1

Mumbai City: 2020-2021